# Manila
Manila je glavni grad Filipina, luka na otoku Luzonu, na istočnoj obali zaljeva Manila, na Južnokineskom moru. Grad, prema popisu iz 2007. godine, ima 1.660.714 stanovnika.
Grad su utemeljili Španjolci 1571. godine. Naselje je podijeljeno na dva dijela rijekom Pasig: na južnoj strani stari dio grada opasan zidinama (Intramuros), dok su sjeverno nove četvrti. 
Manila je i glavno trgovačko središte cijelog arhipelaga, s razvijenom metalnom, prehrambenom, tekstilnom, duhanskom i kemijskom industrijom. Grad ima međunarodni aerodrom, katedralu te nekoliko sveučilišta, od kojih je najstarije Santo Tomas osnovano 1611.
Barokna crkva Sv. Augustina u Manili uvrštena je u Unescov popis mjesta svjetske baštine u Aziji i Oceaniji.

## Gradovi prijatelji
- Montreal, Quebec, Kanada
- Winnipeg, Manitoba, Kanada
- Peking, Kina
- Šangaj, Kina
- Cartagena, Kolumbija
- New Delhi, Indija
- Haifa, Izrael
- Osaka, Japan
- Yokohama, Japan
- Panama City, Panama
- Busan, Južna Koreja
- Madrid, Španjolska
- Moskva, Rusija
- Taipei, Tajvan
- Bangkok, Tajland
- Santa Barbara, Kalifornija, SAD
- Sacramento, Kalifornija, SAD
- San Francisco, Kalifornija, SAD
- Maui County, Hawaii, SAD
- Los Angeles, Kalifornija, SAD
- Ho Chi Minh, Vijetnam

## Vanjske poveznice
- Službena stranica

### Ostali projekti
|  | Zajednički poslužitelj ima još gradiva o temi Manila |